# Бугров, Фёдор Яковлевич
Фёдор Яковлевич Бугров (17 января 1902, Кохма, Владимирская губерния — 23 февраля 1956, Ленинград) — советский военный инженер, генерал-майор инженерных войск СССР.

## Биография[1]
Фёдор Яковлевич родился 13 января 1902 года в селе Кохма (ныне — город в Ивановской области).
В 1920 — окончил Рыбинский механический техникум, а 8.1925 — Московскую военную инженерную школу. В 1932 Ф. Я. Бугров окончил фортификационный факультет Военно-технической академии им. Ф. Э. Дзержинского.
5.1922 — ответственный секретарь клуба огнесклада в г. Рыбинск.
В рядах РККА с 8.1922 г. Направлен для прохождения службы на Черноморский флот.
8.1925 — назначен командиром взвода сапёров Очаковской группы береговых батарей и объектов. Временно занимал должность командира крепостной сапёрной роты.
1931 — направлен для выполнения специальных работ в Румынию, исполнял обязанности начальников инженеров сектора УР.
7.1932 — начальник учебной части факультета морского строительства ВИА РККА им. В. В. Куйбышева.
11.1935 — 8.1940 — преподаватель береговой фортификации ВИА им. В. В. Куйбышева.
11.1940 — старший преподаватель Высшего военно-морского инженерно-строительного училища, созданного (10.6.1939) на базе Ленинградского института инженеров промышленного строительства и морского факультета ВИА им. В. В. Куйбышева и переименованного (10.6.1941) в Высшее инженерно-техническое училище ВМФ.
Великую Отечественную войну встретил в прежней должности. Руководил оборонительными работами на левом фланге обороны Ленинграда в Ижорско-Коплинском оборонительном районе. С частью преподавательского состава училища в должности командира был направлен на инженерные линии рек Луга и Оредеж.
С 8.1941 — заместитель начальника, а с 12.1942 — начальник ВИТУ по НУР. Принимал непосредственное участие в передислокации училища в Ярославль, его воссоздание в условиях военного времени. Ф. Я. Бугров был начальником училища около 14 лет, его биография тесно связана с историей училища, которое 22.2.944 было награждено орденом Красного Знамени. Руководил передислокацией училища в Ленинград после войны.
21.7.1944 — Ф. Я. Бугрову присвоено звание генерал-майора инженерных войск.
Скончался 23.2.1956 в г. Ленинград, был похоронен там же на Большеохтинском кладбище.

## Награды[3]
- Орден Трудового Красного Знамени — 1942
- Орден Красного Знамени трижды — 3.11.1944, 1947 и 1953
- Орден Ленина — 1947
- Орден Отечественной войны I степени — 1945